# کونگچوو
کونگچوو (به لهستانی:  Kończewo) یک روستا در لهستان است که در گمینا کوبلنگتسا واقع شده‌است.
 کونگچوو  ۶۹۵ نفر جمعیت دارد.